# 1983 في العراق
فيما يلي قوائم الأحداث التي وقعت خلال عام 1983 في العراق.

## أفلام
من الأفلام التي صدرت هذه السنة في العراق:
- 1 يناير – المسألة الكبرى من إخراج محمد شكري جميل.

## مواليد

### مارس
- 2 مارس – يونس محمود لاعب كرة قدم عراقي.
- 25 مارس – ياسر رعد لاعب كرة قدم عراقي.

### أبريل
- 4 أبريل – مهند ناصر لاعب كرة قدم عراقي.
- 5 أبريل – مهند أبو خمرة

### يونيو
- 10 يونيو – جوبي فتاح مغنية كوردية.

### يوليو
- 21 يوليو – هيثم كاظم لاعب كرة قدم عراقي.

### أغسطس
- 14 أغسطس – شوان جلال لاعب كرة قدم إنجليزي.

### سبتمبر
- 2 سبتمبر – كارو مورات ملاكم ألماني.
- 9 سبتمبر – صفوان عبد الغني محمد لاعب كرة قدم عراقي.

### ديسمبر
- 10 ديسمبر – مهدي كريم لاعب كرة قدم عراقي.
- 22 ديسمبر – غيث عبد الغني لاعب كرة قدم عراقي.

## وفيات

### أبريل
- 27 أبريل – عبد الرزاق محيي الدين (مواليد 1910).

### تاريخ غير معروف
- خضر عباس الصالحي (مواليد 1925) شاعر وكاتب عراقي.